# Arcieparchia di Aleppo dei Siri
L'arcieparchia di Aleppo dei Siri (in latino: Archieparchia Aleppensis Syrorum) è una sede della Chiesa cattolica sira. Nel 2022 contava 9.000 battezzati. È retta dall'arcieparca Denys Antoine Chahda.

## Territorio
L'arcieparchia comprende la città di Aleppo, dove si trova la cattedrale di Nostra Signora dell'Assunzione.
Il territorio è suddiviso in 4 parrocchie.

## Storia
Una comunità giacobita ad Aleppo è attestata fin dal VI secolo, per la presenza di diversi vescovi anticalcedonesi, il primo dei quali sembra essere stato Pietro, che nel 508 fece suo un documento monofisita di Severo di Antiochia.
La prima menzione del cattolicesimo tra i Siri di Aleppo risale alla missione di Leonardo Abela, vescovo titolare di Sidone, nel 1586. Nel 1649 il vescovo giacobita Costantino abbracciò la fede cattolica poco prima di morire, fra le mani del missionario gesuita Guillaume Godet. Uno dei suoi figli spirituali, 'Abdul-Ghal Akhidjan, si convertì al cattolicesimo grazie all'apostolato dei carmelitani. Divenne vescovo di Aleppo nel 1659 e primo patriarca cattolico siro con il nome di Ignazio Andrea I nel 1662.
A partire dal 1659 inizia la serie degli arcieparchi siro cattolici di Aleppo, che fu la prima diocesi giacobita ad aderire al cattolicesimo.
Nei periodi 1802-1812, 1828-1851 e 1874-1892 fu sede del patriarcato di Antiochia dei Siri e dunque arcieparchia propria del patriarca. Inoltre sono ben sei gli arcieparchi che sono diventati patriarchi di Antiochia dei Siri.
Secondo un'antica tradizione, che risale agli inizi del XVI secolo, gli arcieparchi nominati per la sede di Aleppo, quando non vengono trasferiti da un'altra sede, assumono il nome di Denys.

## Cronotassi dei vescovi
Si omettono i periodi di sede vacante non superiori ai 2 anni o non storicamente accertati.
- Denys André Akhidjan † (29 gennaio 1656 - 23 aprile 1663 nominato patriarca di Antiochia)
- Denys Benham Mourabbi † (1663 - 1676 deceduto)
- Denys Amin Kahn Risqallah † (4 aprile 1678 - 18 novembre 1701 deceduto)
- Denys Choukrallah Sanyye †
- Denys Bichara Jazargi † (? - 1759 deceduto)
- Denys Michel Jarweh † (19 luglio 1780[1] - 15 dicembre 1783 nominato patriarca di Antiochia)
  - Sede patriarcale (1802-1812)
- Michel Dahrer † (1812 - 1816 deceduto)
- Denys Michel Hardaya † (1817 - 6 gennaio 1827 deceduto)
  - Sede patriarcale (1828-1851)
- Denys Joseph Hayek † (18 aprile 1854 - 1862 dimesso)[2]
- Denys Giwargis Chelhot † (7 gennaio 1862 - 21 dicembre 1874 confermato patriarca di Antiochia)
  - Sede patriarcale (1874-1892)
- Denys Ephrem Rahmani † (1º maggio 1894 - 28 novembre 1898 confermato patriarca di Antiochia)
  - Sede vacante (1898-1903)
- Denys Efrem Naqqaché † (5 aprile 1903 - 13 marzo 1920 deceduto)
- Abdul-Ahad Dawood Tappouni † (24 febbraio 1921 - 15 luglio 1929 confermato patriarca di Antiochia)
- Denys Habib Naassani † (13 marzo 1933 - 29 aprile 1949 deceduto)
- Denys Pietro Hindié † (5 agosto 1949 - 5 marzo 1959 deceduto)
- Antun Hayek † (27 maggio 1959 - 20 marzo 1968 eletto patriarca di Antiochia)
- Denys Philippe Beilouné † (19 agosto 1968 - 22 dicembre 1990 deceduto)
- Denys Raboula Antoine Beylouni (1º giugno 1991 - 16 settembre 2000 nominato vescovo di curia del patriarcato di Antiochia dei Siri[3])
- Denys Antoine Chahda, dal 13 settembre 2001

## Statistiche
L'arcieparchia nel 2022 contava 9.000 battezzati.
| anno | popolazione | popolazione | popolazione | presbiteri | presbiteri | presbiteri | presbiteri                | diaconi | religiosi | religiosi | parrocchie |
| anno | battezzati  | totale      | %           | numero     | secolari   | regolari   | battezzati per presbitero | diaconi | uomini    | donne     | parrocchie |
| ---- | ----------- | ----------- | ----------- | ---------- | ---------- | ---------- | ------------------------- | ------- | --------- | --------- | ---------- |
| 1959 | 50.000      | 1.000.000   | 5,0         | 6          | 6          |            | 8.333                     |         |           |           | 5          |
| 1970 | 8.500       | 1.650.000   | 0,5         | 5          | 5          |            | 1.700                     |         |           |           | 3          |
| 1980 | 8.500       | ?           | ?           | 9          | 7          | 2          | 944                       |         | 2         |           | 2          |
| 1990 | 8.750       | ?           | ?           | 11         | 11         |            | 795                       |         |           |           | 2          |
| 1999 | 8.800       | ?           | ?           | 10         | 10         |            | 880                       |         |           | 4         | 2          |
| 2000 | 7.500       | ?           | ?           | 6          | 6          |            | 1.250                     | 1       |           | 3         | 2          |
| 2001 | 8.000       | ?           | ?           | 7          | 7          |            | 1.142                     | 2       |           | 3         | 2          |
| 2002 | 8.000       | ?           | ?           | 10         | 10         |            | 800                       | 2       |           | 3         | 2          |
| 2003 | 8.000       | ?           | ?           | 7          | 7          |            | 1.142                     | 2       |           | 3         | 2          |
| 2004 | 8.000       | ?           | ?           | 10         | 10         |            | 800                       | 2       |           | 3         | 2          |
| 2009 | 8.000       | ?           | ?           | 8          | 8          |            | 1.000                     | 1       |           | 3         | 2          |
| 2012 | 10.000      | ?           | ?           | 8          | 8          |            | 1.250                     | 3       |           | 3         | 3          |
| 2015 | 10.000      | ?           | ?           | 4          | 4          |            | 2.500                     | 2       |           |           | 3          |
| 2018 | 7.500       | ?           | ?           | 3          | 3          |            | 2.500                     | 1       |           |           | 3          |
| 2020 | 8.000       | ?           | ?           | 4          | 4          |            | 2.000                     |         |           |           | 4          |
| 2022 | 9.000       | ?           | ?           | 4          | 4          |            | 2.250                     |         |           |           | 4          |